# Mamplam (Nibong)
Mamplam is een bestuurslaag in het regentschap Aceh Utara van de provincie Atjeh, Indonesië. Mamplam telt 356 inwoners (volkstelling 2010).